# Apollo 3
Gli Apollo 3 sono una boy band tedesca, formata da Henry Horn, Marvin Schlatter e Dario Barbanti.
Sono conosciuti principalmente per il singolo Superhelden, che è stato usato come colonna sonora della trilogia di film La banda dei coccodrilli.

## Storia
La band si è formata grazie all'insegnante di musica dei tre componenti e alla sua conoscenza personale con il musicista e produttore discografico Niko Floss.
Dopo aver superato un provino, nel 2009 gli Apollo 3 hanno firmato un contratto con la Sony Music, pubblicando così il loro primo album omonimo Apollo 3, che conteneva anche il singolo Superhelden.
Nel 2009 è uscito il secondo singolo Startschuss.
Nel 2010 sono usciti i singoli Chaos,  Unverwundbar e il secondo album: 2010. Nel 2011 è stato pubblicato il singolo Überflieger.

## Formazione
- Marvin Schlatter - voce
- Henry Horn - tastiere, voce
- Dario Alessandro Barbanti Flick - chitarra

## Discografia

### Album
- 2009 - Apollo 3
- 2010 - 2010
- 2013 - Feier Dein Leben

### Singoli
- 2009 - Superhelden
- 2009 - Startschuss
- 2010 - Chaos
- 2010 - Unverwundbar
- 2011 - Überflieger
- 2013 - Wir sehn uns dann am Meer